# Phil Campbell, Alabama
Phil Campbell là một thị trấn thuộc quận Franklin, tiểu bang Alabama, Hoa Kỳ. Dân số năm 2009 là 1055 người, mật độ đạt 100 người/km².